# 마테나다란

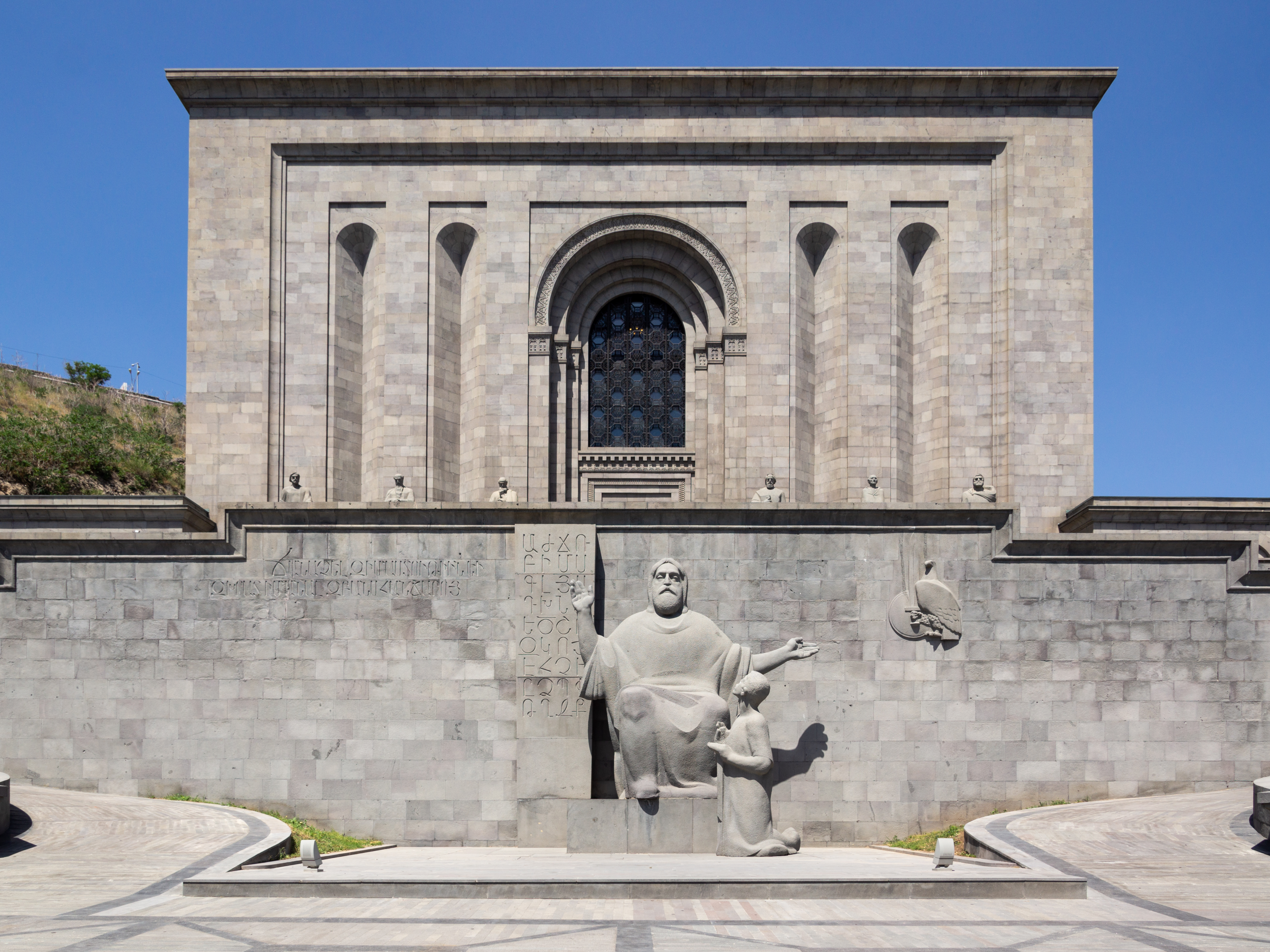
마테나다란

마테나다란(아르메니아어: Մատենադարան)은 아르메니아 예레반에 있는 고문서관이다. 정식 명칭은 아르메니아 문자 설립자 메스로프 마슈토츠의 이름을 딴 메스로프 마슈토츠 고문서 협회(아랍어: Մեսրոպ Մաշտոցի անվան հին ձեռագրերի ինստիտուտ)이다.
현재 약 30만개의 원고를 관리하고 있다. 고문서의 수는 자료에 따라 제각각이며, 아직 확인되지 않은 자료가 존재하는 것으로 보인다.